# George Schroth
George Edward Schroth (* 31. Dezember 1899 in Sacramento; † 26. Januar 1989 in Los Molinos) war ein US-amerikanischer Wasserballspieler.

## Karriere
Schroth nahm 1924 erstmals an Olympischen Spielen teil. In Paris erreichte er mit der US-amerikanischen Nationalmannschaft den dritten Rang und sicherte sich somit Bronze. Vier Jahre später folgte bei den Spielen in Amsterdam seine zweite olympische Teilnahme. Hier wurde er mit der Wasserballmannschaft Fünfter. Auf nationaler Ebene gewann er als Spieler des Vereins The Olympic Club die Wasserballmeisterschaft der Amateur Athletic Union im Jahr 1925.
Neben dem Sport arbeitete er in der Öffentlichkeitsarbeit. 1976 wurde er in die USA Water Polo Hall of Fame aufgenommen. Seine Frau Frances Schroth nahm an den Olympischen Spielen 1920 teil und konnte hier drei Medaillen erringen.